# En apnée (Doctor Who)
En apnée (Deep Breath) est le premier épisode de la huitième saison de la deuxième série de la série télévisée britannique de science-fiction Doctor Who, diffusé sur BBC One le 23 août 2014. Cet épisode marque la première aventure du douzième Docteur, dans laquelle il retrouve Madame Vastra, Jenny Flint et Strax pour une aventure dans le Londres victorien avec sa compagne Clara. L'épisode dure 75 minutes.

## Distribution
- Peter Capaldi (V.F. : Philippe Résimont) : Douzième Docteur
- Matt Smith (V.F. : Marc Weiss) : Onzième Docteur
- Jenna Coleman (V.F. : Marielle Ostrowski) : Clara Oswald
- Dan Starkey (V.F. : Benoit Van Dorslaer) : Strax
- Catrin Stewart (V.F. : Melissa Windal) : Jenny Flint
- Neve McIntosh (V.F. : Cécile Florin) : Madame Vastra
- Paul Hickey : Inspecteur Gregson
- Peter Ferdinando : Homme au demi-visage
- Tony Way : Alf
- Maggie Service : Elsie
- Mark Kempner : Cocher
- Brian Miller : Barney
- Graham Duff : Serveur
- Ellis George : Courtney
- Peter Hannah : Policier
- Paul Kasey : Valet de pied
- Michelle Gomez : Missy

### Version française
- Version française - Dubbing Brothers
- Adaptation - Olivier Lips & Rodolph Freytt
- Direction artistique - David Macaluso
- Chargée de production - Jennifer Harvey
- Mixage - Marc Lacroix

Avec les voix de
- Ron Wisnia - Barbe
- François Mairet - Barney
- Marielle Ostrowski - Clara
- Alice Ley - Elsie
- Melissa Windal - Jenny
- Jacqueline Ghaye - Missy
- Benoit Van Dorslaer - Strax
- Philippe Résimont - le Docteur
- Marc Weiss - le onzième Docteur
- Cécile Florin - Vastra

## Résumé
Dans le Londres victorien, la Silurienne Madame Vastra, sa servante et épouse humaine Jenny et le valet Sontarien Strax, sont appelés par les forces de police lorsqu'un dinosaure se matérialise soudain devant le Parlement britannique. Vastra remarque que le dinosaure semble avoir quelque chose de coincé dans la gorge, et un moment plus tard il recrache le TARDIS sur la berge de la Tamise. Vastra annonce qu'ils se chargeront du dinosaure, avant de se diriger vers le TARDIS, pour voir le Docteur en sortir, suivi de près par une Clara Oswald dans un grand état de confusion. Tandis que le Docteur délirant s'adresse au dinosaure, et s'efforce de se souvenir qui sont les personnes autour de lui, Clara explique que le Docteur vient de se régénérer. Terrassé, il s'effondre et ses amis l'emmènent, ainsi que Clara, vers leur résidence.
Vastra parvient à faire dormir le Docteur, puis a une discussion animée avec Clara au sujet de son attitude réticente face à son nouveau visage. Clara admet qu'elle a des difficultés à s'adapter au nouveau Docteur, en raison du très grand contraste avec son incarnation précédente. Le Docteur s'éveille et se dirige vers le fleuve, ayant entendu les appels à l'aide du dinosaure qui se sent seul et abandonné. Mais, alors qu'il y arrive, suivi de près par ses amis inquiets, le dinosaure explose en flammes. En colère et à la recherche de réponse, le Docteur découvre qu'il ne s'agit pas du premier cas de combustion humaine spontanée récente à Londres, et après avoir remarqué un homme apparemment non concerné de l'autre côté du fleuve, il saute dans la Tamise pour enquêter. Clara se laisse convaincre de retourner à la maison.
Le lendemain matin, le Docteur erre dans les quartiers pauvres de Londres à la recherche de réponses, et s'interroge pour savoir comment son corps choisit un nouveau visage quand il se régénère. Il obtient le manteau d'un homme et trouve quelque chose dans un journal abandonné. De retour à la maison de Vastra, Clara lit également un journal et y découvre une petite annonce cryptée adressée à la « fille impossible », l'invitant à se rendre dans un restaurant londonien. Croyant que ce message vient du Docteur, elle s'y rend et l'y retrouve. Il lui révèle qu'il n'a pas créé le message, mais avant qu'ils aient eu le temps de se demander qui l'a fait, ils réalisent que le restaurant est rempli de robots, qui les empêchent d'en partir. Ils sont ensuite attachés à leurs sièges et descendus dans un repaire, où ils retrouvent l'homme qu'ils ont vu sur les rives de la Tamise, assis sur une chaise. S'échappant grâce au tournevis sonique, le Docteur et Clara réalisent que l'homme est un cyborg, mais au lieu du scénario habituel d'un humain se transformant en robot, il s'agit cette fois d'un robot se transformant en humain, en utilisant des organes, prélevés sur les victimes des « combustions spontanées » à travers Londres, y compris le dinosaure.
Les robots commencent à s'éveiller, et, bien que le Docteur parvienne à s'échapper, Clara se retrouve enfermée à l'intérieur. Persuadée que le Docteur l'a abandonnée à une mort certaine, elle tente de s'échapper en retenant sa respiration afin que les robots ne réalisent pas qu'elle est humaine ; mais elle s'effondre pour avoir passé trop de temps sans air et est attrapée par l'homme au demi-visage, leur chef. Il l'interroge pour savoir où se trouve le Docteur et c'est à ce moment qu'il réapparaît, révélant qu'il était déguisé en robot depuis son départ apparent. Vastra, Clara et Stax apparaissent à leur tour et commencent à combattre les robots, tandis que le Docteur s'élance à la poursuite de l'homme au demi-visage en remontant vers le restaurant.
Le restaurant est emporté dans les airs par un ballon dont l'enveloppe est faite de peau humaine, avec le Docteur et l'homme au demi-visage à bord. Il apparaît que les robots sont similaires à ceux rencontrés par le Docteur, Rose et Mickey à bord du SS Madame de Pompadour (La Cheminée des temps), leur vaisseau étant un sister-ship, le SS Marie-Antoinette. Le restaurant porte d'ailleurs le nom de Mancini's, ce qui évoque Marie Mancini, maîtresse du roi Louis XIV, statut que Madame de Pompadour a également possédé. Le Docteur ne parvient cependant pas à s'en rendre compte (sa mémoire est altérée par la régénération), mais il observe que leur chef est à présent davantage humain que robot, ce qui est démontré par son désir de trouver "la terre promise" en volant dans le ciel. Il force l'homme à contempler Londres de ce point de vue élevé, et lui dit que soit il devra se tuer ou il devra le faire lui-même afin de protéger l'humanité. Alors que les robots cernent ses amis, l'homme au demi-visage meurt en s'empalant sur la flèche de Big Ben, mais la cause de sa chute demeure ambigüe. Sa « mort » cause l'arrêt de tous les autres robots.
Le Docteur disparaît, laissant Clara dans la crainte de se retrouver coincée dans le Londres victorien. Cependant, Vastra fait observer que, comme elle est la personne qui connaît le Docteur le mieux, elle sait qu'il reviendra pour elle, et, bien entendu, il le fait. Il accepte de la ramener chez elle quand elle lui dit qu'elle ne sait plus qui il est, mais quand ils atterrissent, le téléphone portable de Clara commence à sonner. Prenant l'appel à l'extérieur du TARDIS, Clara est très émue d'entendre à nouveau la voix du onzième Docteur, qui lui téléphone du TARDIS depuis ses derniers instants sur Trenzalore (comme vu dans L'Heure du Docteur). Il lui dit que le nouveau Docteur a davantage besoin d'elle que jamais, et elle accepte de l'aider à s'ajuster à sa nouvelle incarnation. Le douzième Docteur, se souvenant de la conversation, lui demande si elle va l'aider, et elle accepte d'aller prendre un café avec lui.
L'homme au demi-visage s'éveille dans un magnifique jardin, et y rencontre Missy, une femme mystérieuse qui déclare connaître très bien le Docteur. Elle dit à l'homme qu'il a enfin atteint le Paradis.

### Continuité
- Cet épisode est en continuité immédiate avec le précédent, ce qui n'était plus arrivé pour un premier épisode de saison depuis le Prisonnier zéro qui marquait également l'arrivée d'un nouveau Docteur.
- Madame Vastra dit "Eh bien, dans ce cas, c'est reparti pour un tour" ("Well then, here we go again"), tout comme le Brigadier Lethbridge-Stewart lors de la dernière aventure du troisième Docteur, Planet of the Spiders[1].
- Le Docteur confond Clara avec Cafetière, la tête arrachée de Cyberman de l'épisode précédent, L'Heure du Docteur[2].
- Le Docteur présente le même syndrome de confusion après régénération que dans certains épisodes passés notamment Spearhead from Space, Castrovalva et l'Invasion de Noël.
- Le Docteur dit qu'il reconnaît son nouveau visage, ce qui est vrai puisque Peter Capaldi avait joué Caecilius dans l'épisode La Chute de Pompéi".
- Le Douzième Docteur dit qu'il a besoin d'une "grande et longue écharpe", en référence à celle du quatrième Docteur, avant de changer d'avis, déclarant qu'il doit passer à autre chose et que cela semble stupide.
- Le Docteur dit qu'Amy, compagne de sa précédente incarnation, lui manque, en faisant référence à ses longues jambes.
- Clara se reconnaît dans l'annonce du journal car le Docteur l'appelle "La fille impossible", en référence aux événements de l'épisode Le Nom du Docteur.
- Le Docteur cite le vaisseau Madame de Pompadour, dont les cyborgs sont étrangement ressemblants, faisant référence à l’épisode de la saison 2 (La Cheminée des temps).
- Le Docteur pense que la personne qui a mis l'annonce dans le journal est également celle qui a donné son numéro de téléphone à Clara dans l'épisode Enfermés dans la toile.
- À la fin de l'épisode, Clara reçoit un appel du onzième Docteur, de Trenzalore. Pour lui, cet appel se passe avant la fin de l'épisode L'Heure du Docteur .
- Quand Clara entre dans le TARDIS qui a légèrement changé, elle dit "Oh you've redecorated. I don't like it" ("Vous avez refait la déco. J'aime pas.") qui est un gag récurrent depuis l'épisode The Three Doctors lorsque le deuxième Docteur rentre dans le TARDIS du troisième Docteur.
- Le Docteur affirme avoir plus de 2000 ans, ce qui est cohérent avec les informations données à l'écran : le Onzième Docteur affirmait avoir 1103 ans peu avant sa fausse mort au lac Silencio puis "1200 et des broutilles" dans le Jour du Docteur, et il a passé 900 ans à défendre Trenzalore.